# 1-й окремий мотопіхотний батальйон «Волинь»
1-й окремий мотопіхотний батальйон «Волинь» (1 ОМПБ, в/ч А1186, пп В0116) — батальйон ЗС України, на початку створений, як 1-й БТрО «Волинь», (в/ч В0116) з мешканців Луцька та Волинської області.

## Створення
Створений на підставі ряду положень закону «Про оборону України». Батальйон був сформований 31 травня 2014 року. 10 червня 2014-го почалось бойове злагодження на полігоні міста Володимир-Волинського. Згідно з планами Генштабу ЗС України, 20 червня планували прозвітувати про готовність батальйону. Розраховували використати для навчання матбазу 51-ї механізованої бригади, проте та вже вирушила в зону АТО. Командир батальйону Сергій Козак вирішив не ставити підпис у акті про готовність батальйону, оскільки протягом 10 днів підготувати особовий склад було неможливо. Таким чином, терміни злагодження продовжили до 18 липня і батальйон виявився одним із небагатьох в Україні підрозділів військ ТрО, який одержав достатньо часу для своєї підготовки.
Для матеріальної підтримки батальйону у Волинській області було прийнято «Програму матеріально-технічного забезпечення заходів розгортання 1-го батальйону територіальної оборони».

## Склад
За чисельністю підрозділ відповідав стрілецькому батальйону. 13 червня 2014 року, батальйон «Волинь», котрий мав мати понад 400 військовослужбовців, був сформований на 90 %. Станом на 3 жовтня 2014 року батальйон вже нараховував 450 вояків, з яких 89 — лучани. Відсоткове співвідношення добровольців до мобілізованих складало 30/70.

## Діяльність
У другій половині липня 2014 року, батальйон був направлений, спочатку в Чернігівську, а потім — в Сумську область для посилення охорони кордону з РФ. Підрозділу не вистачало транспорту та бронетехніки. Замість КрАЗів та БТР використовувались шкільні автобуси та конфісковані автівки, передані Волинською ОДА 12 вересня.
У вересні 2014 року, «Волинь» передислокували у Донецьку область, в зону проведення АТО поблизу міст Дебальцеве та Єнакієве. Міноборони направило до Волинської області 6 одиниць БРДМ для відновлення, з подальшою передачею їх батальйону. 22 вересня 2014 року, голова місцевої ОДА Володимир Гунчик повідомив, що уся техніка своєчасно відремонтована і відвантажена у підрозділи 1-го БТрО. У жовтні батальйон продовжував знаходитися поблизу Дебальцеве. До новорічних свят підрозділ відбув на ротацію. У цей час вояки зазначали що:
Під час несення служби на блокпості № 1, 11 березня 2015 року у Новгородському від пневмонії помер солдат батальйону «Волинь» Юрій Данилюк.

## Переформування
22 жовтня 2014 року, заступник командира батальйону Олег Ківлюк розповів, що у командування з'явилися плани створити на базі батальйону 99-й окремий мотопіхотний батальйон та підпорядкувати його ОК «Північ»:
Новий голова Валентин Вітер підтримав прагнення особового складу 1-го БТрО:
Зрештою батальйон увійшов до складу 14-ї механізованої бригади. Від кінця травня 2015 року призов 2014-15 років був частково демобілізований. В вересні 2015 року були демобілізовані бійці 3-ї хвилі. Станом на 1 листопада 2015 року чисельність батальйону складає третину від штатної чисельності.

## Символіка
В емблемі батальйону старого зразка поєднано один із варіантів історичного герба Волинської землі з державним гербом — тризубом.

## Втрати
- Вєтров Юрій Олександрович, старший сержант, головний сержант-командир відділення, загинув 15 листопада 2014 року.
- Склезь Сергій Анатолійович, солдат, старший хімік РХБЗ, загинув 24 листопада 2014 року.
- Данилюк Юрій Степанович, солдат, загинув 12 березня 2015 року.
- Олійник Петро Володимирович, солдат, загинув 15 жовтня 2015, Красногорівка[20]
- Фурсик Віталій Юрійович, сержант, загинув 18 жовтня 2015 року[21].
- Напрієнко Дмитро Віталійович (позивний «Араміс»), молодший сержант, снайпер, загинув 1 грудня 2015 року.
- Узлов Андрій Миколайович, сержант, командир відділення, загинув 2 листопада 2016 року[22].
- Стоянський Павло Васильович, старший солдат, загинув 10 жовтня 2018, в боях за Бахмутку.